# Meridiano 95 E
O meridiano 95 E é um meridiano que, partindo do Polo Norte, atravessa o Oceano Ártico, Ásia, Oceano Índico, Oceano Antártico, Antártida e chega ao Polo Sul. Forma um círculo máximo com o meridiano 85 W.
Começando no Polo Norte, o meridiano 95º Este tem os seguintes cruzamentos:
| País, território ou mar | Notas                                                                         |
| ----------------------- | ----------------------------------------------------------------------------- |
| Oceano Ártico           |                                                                               |
| Rússia                  | Krai de Krasnoyarsk - Ilha Komsomolets e Ilha da Revolução de Outubro         |
| Oceano Ártico           | Mar de Kara                                                                   |
| Rússia                  | Krai de Krasnoyarsk - Arquipélago Nordenskiöld e continente Tuva              |
| Mongólia                |                                                                               |
| China                   | Xinjiang Gansu Qinghai Tibete                                                 |
| Índia                   | Arunachal Pradesh, reclamado pela China como Tibete do Sul · Assam · Nagaland |
| Myanmar (Birmânia)      |                                                                               |
| Oceano Índico           | Passa a oeste das ilhas Breueh e Samatra, Indonésia                           |
| Oceano Antártico        |                                                                               |
| Antártida               | Território Antártico Australiano, reclamado pela Austrália                    |